# Eustaledesmus parvus
Eustaledesmus parvus är en mångfotingart som beskrevs av Filippo Silvestri 1920. Eustaledesmus parvus ingår i släktet Eustaledesmus och familjen fingerdubbelfotingar. Inga underarter finns listade i Catalogue of Life.